# لويس تايلور
لويس تايلور (بالإنجليزية: Louis Taylor) هو فنان قتال مختلط أمريكي، ولد في 12 مايو 1979 في شيكاغو في الولايات المتحدة.

## وصلات خارجية
- لويس تايلور على موقع شيردوغ (الإنجليزية)
- لويس تايلور على موقع Tapology.com (الإنجليزية)
- لويس تايلور على موقع فايت ماتريكس (الإنجليزية)
- لويس تايلور على موقع إي إس بي إن (الإنجليزية)
- لويس تايلور على موقع IMDb (الإنجليزية)